# Йохан фон Форбах
Йохан фон Форбах (на немски: Johann von Forbach; Johann von Werd; † 1362) от фамилията Форбах, е господар на Варсберг.

## Произход
Той е син на Жофрид фон Форбах († 1316) и съпругата му Агнес фон Лихтенберг († 1377/1378), дъщеря на Конрад I фон Лихтенберг († 1305), фогт на Страсбург, и Агнес фон Тек († 1296), дъщеря на херцог Лудвиг I фон Тек († 1282/1283). Внук е на Хайнрих II фон Форбах († сл. 1304) и Агнес д' Аспремонт († 1300).

## Фамилия
Йохан фон Форбах се жени за Жанета фон Варсберг († сл. 1365), дъщеря на Йохан III фон Варсберг-Ролинген († 1343) и Аликс (Алайдис) дес Септфонтен († сл.1375). Те имат една дъщеря:
- Хенриета фон Форбах († между 18 март и 1 септември 1398), последната собственичка от род Форбах на Пютлинген, омъжена пр. 19 октомвти 1359 г. за Йохан I фон Крихинген († между 21 октомври 1398 и 16 май 1399), господар на Крихинген и Пютлинген в Саарланд.